# 마도조사
《마도조사》(중국어: 魔道祖师, 영어: Mo Dao Zu Shi, Grandmaster of Demonic Cultivation)는 중국의 작가 묵향동후(중국어: 墨香铜臭)가 쓴 BL소설로, 큰 공을 세웠으나 사악한 힘을 가져 사람들의 원망을 산 이릉노조 위무선이 13년만에 억지로 다른 이의 몸으로 부활되어 과거의 인연과 함께 전생의 의혹을 푸는 이야기이다.
2015년 10월 31일부터 진강문학성에서 이미 연재가 완료되어, 2018년 12월 사천 문예 출판사에서 소설의 이름을 '무기(중국어: 无羁)'로 변경하고 제1권을 발행했다.
소설을 원작으로 하는 애니메이션 시리즈가 2018년 7월 9일부터 10월 6일까지 텐센트 비디오에서 첫 번째 시즌이 15회 방영되었다. 2019년 8월 3일부터 10월 5일까지 두 번째 시즌이 8회 방영되었다. 2021년부터는 세 번째 시즌이 방영될 예정이다. 2020년 7월 31일부터 2021년 2월 12일까지 번외편인 《마도조사 Q》(중국어: 魔道祖师Q)가 30회 방영되었다. 대한민국에서는 2019년 11월 17일부터 애니맥스에서 방영되었다. 일본에서는 2020년 9월 9일부터 11월 25일까지 WOWOW에서 일본어 자막판으로서 방영되었으며, 2021년 1월 10일에 WOWOW, 도쿄 MX, BS11에서 일본어 더빙판으로서 방영될 예정이다.

## 우리말 녹음 목소리 출연
- 심규혁: 위무선
- 류승곤: 남망기
- 장민혁: 강징
- 이경태: 금릉
- 남도형: 남사추
- 정주원: 남경의
- 강은애: 강염리
- 김현욱: 금자헌
- 김명준: 섭회상
- 김지율: 온녕
- 김영선: 남희신
- 서원석: 강풍면
- 전숙경: 우자연
- 김율: 온정
- 이호산: 금광요
- 이현: 섭명결
- 이창민: 남계인
- 박상훈: 금광선
- 김진홍: 온약한
- 권창욱: 온조
- 강시현: 왕영교
- 조진숙: 모부인
- 신경선: 모자연